# Vila Nova de Gaia
Vila Nova de Gaia là một huyện thuộc tỉnh Porto, Bồ Đào Nha. Huyện này có diện tích 169 km², dân số thời điểm năm 2001 là 288749 người.